# Laqsir
Laqsir (franska: Laqsir (CR), Laqsir (Commune Rurale), arabiska: رأس اومليل) är en kommun i Marocko.   Den ligger i provinsen El Hajeb och regionen Fès-Meknès, i den nordöstra delen av landet, 150 km öster om huvudstaden Rabat. Antalet invånare är 29 296.